# Балагов Кантемір Артурович
Кантемір Артурович Балагов (нар. 28 липня 1991, Нальчик, Кабардино-Балкарська АРСР, РРФСР, СРСР) — російський кінорежисер, сценарист і оператор.

## Біографія
Народився 28 липня 1991 року в Нальчику . Батько — підприємець, мати — вчителька хімії та біології, яка служить завучем у школі.
Дивитись кіно любив з дитинства, а у 18—19 років сам почав знімати невеликі ролики, потім разом із друзями зняв інтернет-серіал, що складається з 10-хвилинних епізодів. У пошуках самореалізації написав листа режисеру Олександру Сокурову, який керував творчою майстернею в Кабардино-Балкарському університеті . Був зарахований відразу на третій курс і згодом успішно закінчив навчання .
Під час навчання зняв кілька ігрових та документальних фільмів . Перший короткометражний фільм вийшов 2014 року . Деякі короткометражки Балагова були показані на 67-му кінофестивалі в Локарно . У 2016 році виступив як один зі сценаристів до фільму «Софічка» своєї однокурсниці Кіри Коваленко, у якої, за його словами, багато чого навчився .
У 2017 році дебютував як режисер з повнометражним фільмом «Тіснота» у програмі «Особливий погляд» на 70-му Канському кінофестивалі, де отримав приз ФІПРЕССІ . У 2017 році удостоєний премії «GQ Russia» у категорії «Відкриття року» .
У 2019 році на 72-му Каннському кінофестивалі Балагов зі своїм новим фільмом «Дилда» знову брав участь у програмі «Особливий погляд», де отримав приз за найкращу режисуру, а також приз ФІПРЕССІ. У тому ж році картина Балагова була висунута від Росії на премію «Оскар» у номінації «Найкращий фільм іноземною мовою», потрапила в шорт-лист премії, але в результаті номінована не була.
В 2021 стало відомо, що Кантемір Балагов стане режисером пілотного епізоду серіалу за мотивами гри The Last of Us для HBO .
В 2022 році засудив російське вторгнення в Україну і виїхав в Каліфорнію.

## Фільмографія
| Рік  | Фільм      | Роль    | Роль      | Роль         |
| Рік  | Фільм      | Режисер | Сценарист | Кінооператор |
| ---- | ---------- | ------- | --------- | ------------ |
| 2013 | Андрюха    | Так     | Так       | Так          |
| 2013 | Молодий ще | Так     | Так       | Так          |
| 2014 | Вона чекає |         |           | Так          |
| 2014 | Перший я   | Так     | Так       | Так          |
| 2016 | Софічка    |         | Так       |              |
| 2017 | Тіснота    | Так     | Так       |              |
| 2019 | Дилда      | Так     | Так       |              |
| 2023 | Одні з нас | Так     |           |              |